# 2011 en aéronautique
Chronologie de l'aéronautique
- 2007
- 2008
- 2009
- 2010
- 2011
- 2012
- 2013
- 2014
- 2015

Cet article présente les faits marquants de l'année 2011 en aéronautique.

## Événements

### Janvier
- Samedi 1er janvier 2011, Russie : le vol Kolavia 348 opéré par un Tupolev Tu-154 de la compagnie aérienne Kolavia avec 116 passagers à bord prend feu sur la piste de l'aéroport de Sourgout faisant 4 morts et 43 blessés[1].

- Jeudi 6 janvier 2011,  Corée du Sud : Asiana annonce la commande de six Airbus A380, les premières livraisons seront prévus en 2014[2].

- Dimanche 9 janvier 2011,  Iran : un Boeing 727 de la compagnie Iran Air avec 93 passagers et 12 membres d'équipage s'écrase à Terman à 9 kilomètres de sa destination. 79 personnes sont tuées[3].

- Lundi 10 janvier 2011,  Arabie saoudite : Saudi Arabian Airlines rejoindra SkyTeam en 2012[4].

- Mardi 11 janvier 2011 : premier vol de l'avion de chasse furtif chinois Chengdu J-20.

- Mercredi 12 janvier 2011,  Inde : la compagnie aérienne indienne IndiGo passe une commande record de 180 Airbus A320 dont 150 Airbus A320 NEO[5].

- Mardi 18 janvier 2011,  États-Unis : Boeing annonce que le Boeing 787 sera retardé au troisième trimestre de 2011[6].

- Mercredi 19 janvier 2011 :

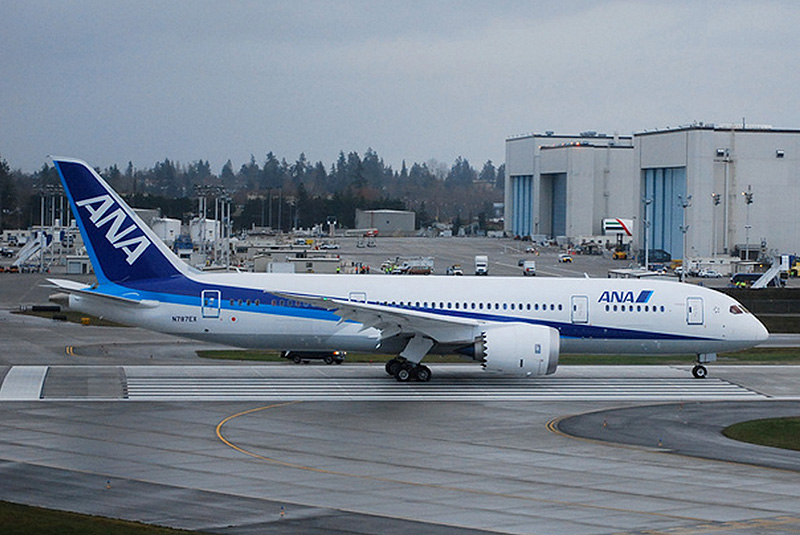
Le 787 d'ANA.

  -  Liban : Middle East Airlines rejoindra SkyTeam en 2012[7].
  -  États-Unis :  American Airlines annonce la commande de deux Boeing 777-300ER, pour livraison fin 2012. Elle sera la première compagnie aérienne américaine à opérer le Boeing 777-300ER[8].
  -  Japon : vol inaugural du Boeing 787 d'All Nippon Airways.

- Lundi 24 janvier 2011,  Russie : attentat à l'aéroport Domodiedovo de Moscou, faisant 35 morts et 180 blessés[9].

- Lundi 31 janvier 2011,  États-Unis : décès de Charles H. Kaman, constructeur aéronautique, pionnier des hélicoptères et fondateur de Kaman Corporation.

### Février
- Mardi 8 février 2011,  Afrique du Sud : un petit avion s'est écrasé près de Robberg (côte sud-est), tuant les neuf personnes qui se trouvaient à bord.

- Dimanche 13 février 2011 :
  -  États-Unis : Boeing dévoile son Boeing 747-8 Intercontinental à son usine d'Everett, près de Seattle[10].
  -  France : décès du pilote d'essai Jean Boulet, détenteur du record du monde d'altitude en hélicoptère sur Lama[11].

- Mardi 23 février 2011 : selon l'Association internationale du transport aérien, 2010 a été l'année qui a enregistré le plus faible taux d'accidents depuis le début de l'aviation.

- 28 février 2011 : L'Antonov An-158 reçoit son certificat de type émit par l'Interstate Aviation Committee et de l’Administration aéronautique d'État d'Ukraine[12].

### Mars
- Mardi 1er mars 2011,  France : un Mirage 2000N s'écrase dans la Creuse.
- Samedi 19 mars 2011,  Libye : premières frappes aériennes françaises, avec des Mirage 2000D et des Rafale, dans la région de Benghazi.
- Lundi 21 mars 2011,  République du Congo : vingt-trois personnes (19 passagers et 4 membres d'équipage) sont mortes lors du crash d'un avion cargo Antonov congolais sur un quartier d'habitations de Pointe-Noire[13],[14].
- Mercredi 23 mars 2011,  Libye : des Mirage 2000D et des Rafale tirent, pour la première fois, des missiles SCALP-EG contre la base d'Al-Joufra.

### Avril
- Mardi 19 avril 2011,  Union européenne : l'Union européenne a imposé « des restrictions d'exploitation » dans son espace aérien pour deux avions Boeing 767 de la compagnie Air Madagascar desservant Paris et Marseille et ceux des compagnies du Mozambique, jugées « pas sûres ». D'autre part, les sanctions de desserte de l'Union européenne ont été levées pour quatre compagnies indonésiennes et une ukrainienne[15].
- Samedi 23 avril 2011,  Libye : l'Armée américaine engage des drones dans la région de Misrata.
- Jeudi 28 avril 2011,  Libye : deux Tornado IS italiens frappent des cibles au sol.

### Mai
- 19 mai 2011,  États-Unis : un avion ravitailleur Boeing 707-300 de la société Omega Aerial Refueling Services s'écrase au décollage sur la base de Point Mugu avec 68 tonnes de kérosène. Pas de victimes[16].

- 25 mai 2011,  Allemagne : premier vol du planeur motorisé expérimental E-Genius

### Juin
- 14 juin 2011,  Suisse : André Borschberg relie Bruxelles à Paris en 16h à bord du Solar Impulse, projet d'avion solaire[17].
- 28 juin 2011,  Royaume-Uni : Retrait du service de l'avion de renseignement d'origine électromagnétique Hawker Siddeley Nimrod R1 de la Royal Air Force[18].

### Juillet
- 15 juillet 2011,  Allemagne : un Airbus A321 de la Lufthansa reliant Hambourg à Francfort utilise pour la première fois du biocarburant, en effet un de ses deux réacteurs en est alimenté à 50%[19].
- 20 juillet 2011,  États-Unis : commande record de 460 avions de la part d'American Airlines pour 260 Airbus A320 et 200 Boeing 737[20].

### Octobre
- 21 octobre 2011,  Allemagne : vol du premier prototype (VC1) d'appareil à propulsion électrique Volocopter[21].

### Novembre
- 1er novembre 2011,  Japon : Le Boeing 787 effectue son premier vol commercial avec All Nippon Airways[22].
- 10 novembre 2011,  France : annonce de l'arrêt de la production de l'Airbus A340[23].

### Décembre
- 13 décembre 2011,  États-Unis : sortie d'usine du 195e et dernier Lockheed Martin F-22 Raptor[24].
- 26 décembre 2011,  Corée du Sud : annonce de l'achat de deux Falcon 2000 équipés pour l'interception des messages radios nord-coréens[25].
- 29 décembre 2011,  Chine : début de la production de la première partie du fuselage du Comac C919[26].